# Mitchell (udde)
Mitchell är en udde i Antarktis. Den ligger i Västantarktis. Argentina, Chile och Storbritannien gör anspråk på området.
Terrängen inåt land är kuperad söderut, men åt nordväst är den bergig. Havet är nära Mitchell åt nordost. Trakten är obefolkad. Det finns inga samhällen i närheten. 